# Coelichneumon alvarado
Coelichneumon alvarado là một loài tò vò trong họ Ichneumonidae.